# Sibusiso Zuma
Sibusiso Zuma (Durban, 23 giugno 1975) è un ex calciatore sudafricano, di ruolo attaccante.

## Carriera

### Club
Iniziò a giocare in patria, con il Mighty Pa, per poi vestire le maglie di African Wanderers e Orlando Pirates. Nel giugno 2000 passò al Copenaghen, club della prima divisione danese con cui Zuma vinse il titolo nazionale (il secondo della squadra) e si segnalò come uno dei calciatori più interessanti nel panorama europeo. Nel 2001 fu inserito nella lista del FIFA World Player e si piazzò al 29º posto. Nel luglio 2005 fu acquistato dai tedeschi dell'Arminia Bielefeld per un milione di euro. Nel 2008 è tornato in patria nelle file dei Mamelodi Sundowns. Nel 2009 ha firmato un contratto annuale con il Football Club Nordsjælland. Nel 2010, Zuma torna a giocare in patria, con il Vasco da Gama. Passa poi al SuperSport United, dove resta fino al 2014. Nel febbraio 2015 annuncia il suo ritiro dal calcio professionistico.

### Nazionale
Con la nazionale sudafricana ha disputato i Mondiali 2002 e, da capitano, la Coppa d'Africa 2006.

## Palmarès

### Club

#### Competizioni nazionali
- Campionato danese: 3

Copenhagen: 2000-2001, 2002-2003, 2003-2004
- Coppa di Danimarca: 1

Copenhagen: 2003-2004
- Supercoppa di Danimarca: 1

Copenhagen: 2001

#### Competizioni internazionali
- Royal League: 1

Copenhagen: 2004-2005